# لويس روتشا (لاعب كرة قدم برتغالي)
لويس روتشا هو لاعب كرة قدم برتغالي في مركز الدفاع، ولد في 13 أغسطس 1986 في غيمارايش في البرتغال. لعب مع دينامو مينسك ونادي فارنزي.

## وصلات خارجية
- لويس روتشا (لاعب كرة قدم برتغالي) على موقع Soccerway.com (الإنجليزية)
- لويس روتشا (لاعب كرة قدم برتغالي) على موقع AS.com (الإسبانية)